# Parfum in plastika
Parfum in plastika je debitantski studijski album slovenske rock skupine Antioksidanti, izdan 16. januarja 2015. Album je bil izdan v samozaložbi.

## Seznam pesmi
Vse pesmi je napisala skupina Antioksidanti.
| Št.             | Naslov            | Dolžina |
| --------------- | ----------------- | ------- |
| 1.              | „V kleti Evrope‟  | 3:50    |
| 2.              | „Na 1. strani‟    | 2:50    |
| 3.              | „27. april‟       | 3:52    |
| 4.              | „Lisica‟          | 3:03    |
| 5.              | „Lutke‟           | 3:43    |
| 6.              | „Dvojka‟          | 3:09    |
| 7.              | „Trenutek z mano‟ | 4:07    |
| 8.              | „Moderno je eko‟  | 4:13    |
| 9.              | „Spet sami‟       | 3:47    |
| 10.             | „Noč tišine‟      | 3:35    |
| Skupna dolžina: | Skupna dolžina:   | 36:45   |

## Zasedba

### Antioksidanti
- Erik Jež — vokal
- Andraž Žvokelj — kitara
- Grega Marc — kitara
- Darjan Brus — bas kitara
- Gal Furlan — bobni